# ميفوت يريحو
ميفوت يريحو (بالعبرية: מבואות יריחו) مستوطنة مجتمعية إسرائيلية تأسست في عام 1999 جنوب غور الأردن إلى الشمال من مدينة أريحا. تقع على ارتفاع 150 متر تحت مستوى سطح البحر، وهي تتبع مجلس غور الأردن الإقليمي إدرايًا.
يعتبر المجتمع الدولي وفقًا للقانون الدولي المستوطنات الإسرائيلية في الضفة الغربية غير قانونية، لكن الحكومة الإسرائيلية تعارض ذلك.

## التاريخ
تأسست ميفوت يريحو كمحطة للتجارب الزراعية المعروفة باسم هافات هالكم (بالإنجليزية: Havat HaIklum)‏ أي "مزرعة التأقلم"، وأصبحت مستوطنة مجتمعية زراعية في عام 2000.[بحاجة لمصدر] ارتفع عدد إجمالي عائلات المستوطنة من عائلة واحدة إلى 28 عائلة اليوم.[بحاجة لمصدر] تزرع العديد من المحاصيل بما في ذلك الليمون والتمر والتين والعنب والبطاطا الحلوة والفواكه العاطفة وأكثر من ذلك.[بحاجة لمصدر]
في منتصف عقد 2000، تم إنشاء مشروع للفتيات المحرومات في ميفوت يريحو. تعيش الفتيات ويعملن في المجتمع ويسافرن إلى القدس للدراسة في المساء. يدعى هذا المشروع غينات عدن (بالعبرية: גינת עדן)  ويستمر في النمو ومساعدة هؤلاء الفتيات كل يوم.

## ميكفاه
اكتمل بناء ما قد يكون أول ميكفاه تعمل بالطاقة الشمسية في عام 2007. يتم استخدام الميكفاه بشكل مستمر، بما في ذلك فتحة جانبية لتنقية الأواني.[بحاجة لمصدر]

## الحي الجديد
خلال السنوات القليلة الماضية، مر سكان المستوطنة بعملية الانتقال من الإسكان المؤقت إلى المباني الدائمة. انتقلت العديد من العائلات إلى المنازل الجديدة الواقعة فوق وخلف مركز المستوطنة القديم.[بحاجة لمصدر]

## علم الآثار
توجد العديد من الاكتشافات الأثرية في المنطقة من بقايا قناة واضحة للعيان وكنيس قديم. يعود تاريخ كل منهما إلى القرن السادس. يعتقد علماء الآثار أن هذه هي بقايا الجالية اليهودية المزدهرة التي كانت موجودة في هذا المجال في ذلك الوقت.[بحاجة لمصدر]